# Metaboličko inženjerstvo
Metaboličko inženjerstvo je praksa optimizovanja genetičkih i regulatornih procesa unutar ćelija da bi se povećala ćelijska produkcija određene supstance. Ovi procesi su hemijske mreže koje koriste serije biohemijskih reakcija i enzima da bi se omogućilo ćeliji da konvertuje sirovine u molekule koji su neophodni za opstanak ćelije. Metaboličko inženjerstvo se specifično bavi matematičkim modelovanjem tih mreža, proračunima prinosa korisnih produkata, i identifikacijom delova mreže koji ograničavaju produkciju tih produkata. Tehnike genetičkog inženjerstva se mogu koristiti za modifikovanje mreže da bi se umanjila ta ograničenja. Nakon toga se modifikovana mreža može modelovati radi proračuna prinosa proizvoda.
Ultimatni cilj metaboličkog inženjerstva je upotreba raznih organizama u produkciji željenih materijala u industrijskim razmerama na ekonomičan način. Trenutni primeri uključuju proizvodnju piva, vina, sira, lekova, i drugih biotehnoloških produkata. Neke od opštih strategija koje se koriste za metaboličkom inženjerstvu su (1) povišeno izražavanje gena koji kodira enzim koji ograničava brzinu biosintetskog puta, (2) blokiranje konkurentskog metaboličkog puta, (3) heterologno izražavanje gena, i (4) enzimsko inženjerstvo.
Pošto ćelije koriste metaboličke mreže za svoj opstanak, promene mogu da imaju drastične efekte na ćelijsku održivost. Stoga se u metaboličkom inženjerstvu javljuju kompromisi između sposobnosti ćelija da proizvode željenu supstancu i njegove prirodne potrebe za opstankom. Zbog toga, umesto direktnog brisanja i/ili prekomerne ekspresije gena koji kodiraju metaboličke enzime, trenutni fokus je na usmeravanju regulatornih mreža ćelije radi ostvarivanja efikasnijeg metabolizma.